# Veliki Žitnik
Veliki Žitnik – wieś w Chorwacji, w żupanii licko-seńskiej, w mieście Gospić. W 2011 roku liczyła 47 mieszkańców.
Leży w Lice, na Ličkim polju, na wysokości 558 m n.p.m., 6 km na północny zachód od Gospicia. Należą do niej przysiółki Mali Žitnik, Veliki Žitnik i Dunjevac. Miejscowa gospodarka opiera się na rolnictwie.
Jest rodzinną miejscowością Ante Starčevicia.